# Archidendron hispidum
Archidendron hispidum är en ärtväxtart som först beskrevs av Robert H Mohlenbrock, och fick sitt nu gällande namn av Bernard Verdcourt. Archidendron hispidum ingår i släktet Archidendron och familjen ärtväxter. Inga underarter finns listade i Catalogue of Life.